# آيت هارون (تيزغت)
آيت هارون هي إحدى مشيخات المملكة المغربية، تتبع جغرافيا لإقليم طاطا وإداريًا لتيزغت. يقدر عدد سكانها بـ 699 نسمة حسب الإحصاء الرسمي للسكان والسكنى لسنة 2004.